# Uebelinia kiwuensis
Uebelinia kiwuensis är en nejlikväxtart. Uebelinia kiwuensis ingår i släktet Uebelinia och familjen nejlikväxter.

## Underarter
Arten delas in i följande underarter:
- U. k. erlangeriana
- U. k. kiwuensis